# Przyczepka falista

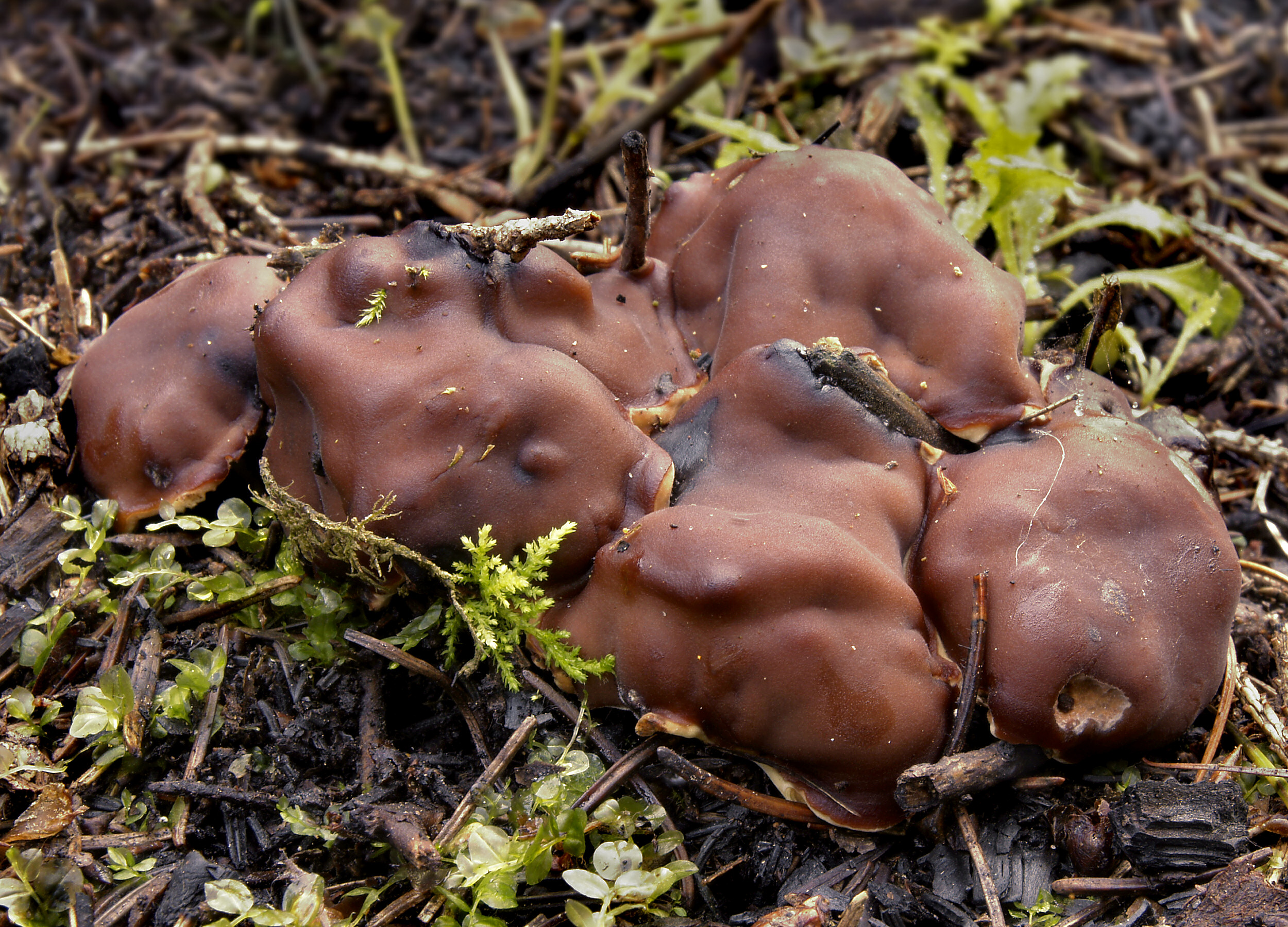

Przyczepka falista (Rhizina undulata Fr.) – gatunek grzyba z rodziny Rhizinaceae. Jest pasożytem drzew iglastych.

## Systematyka
Pozycja w klasyfikacji według Index Fungorum: Rhizinaceae, Pezizales, Pezizomycetidae, Pezizomycetes, Pezizomycotina, Ascomycota, Fungi.
Gatunek ten po raz pierwszy opisał Elias Fries w 1815 r.
Synonimy:
- Helvella acaulis Pers. 1800
- Helvella inflata Schaeff. 1774
- Rhizina inflata (Schaeff.) Quél. 1886
- Rhizina inflata var. rhizophora Massee
- Rhizina laevigata Fr. 1815
- Rhizina laevigata var. praetexta (Ehrenb.) Pers. 1822
- Rhizina praetexta Ehrenb. 1818[3].

Nazwa polska według M.A. Chmiel.

## Morfologia
Askokarpy
Krążkowate, lekko wypukłe, pofalowane apotecja o średnicy zazwyczaj 1–3 cm, rzadko do 12 cm, po wyschnięciu często wydzielające rybi zapach. Brzeg zazwyczaj wyraźny, bladobrązowy do żółtobrązowego, o szerokości 1–3 mm. Na dolnej powierzchni jasnożółtobrązowe chwytniki o średnicy do 3 mm. Hymenium na górnej powierzchni, czarniawe lub ciemnobrązowe, błyszczące, ziarniste, nieco śluzowate
Cechy mikroskopowe
Worki cylindryczne, 350-400 x (11-)15(-18) µm. Parafizy szkliste, smukłe, maczugowate do prawie cylindrycznych, średnica (4–)7–8(–10) µm, na wierzchołkach, czasami inkrustowane brązowawym, żywicznym osadem. W całym hymenium liczne szczecinki o żółtobrązowej ścianie, cylindryczne, 700 × 6–9(-12) µm;. Askospory wrzecionowate, po 8 w worku, z 2 lub 3 gutulami (22–)28–32(–36) x (6–)8–10 µm, z wyłączeniem zewnętrznej galaretowatej otoczki, która jest osłabiona na każdym końcu, tworząc wyrostek około 6 µm długości. Ekscypulum typu tekstura intricata, zbudowane z cienkościennych, szklistych strzępek o średnicy 7–16 µm z często nabrzmiałymi komórkami o wymiarach do 85 × 55 µm, często w postaci rozległych łańcuchów, kończących się na brzegu komórką wierzchołkową o szerokim, maczugowatym kształcie.

## Występowanie i siedlisko
Gatunek kosmopolityczny występujący na wszystkich kontynentach poza Antarktydą. W Polsce podano liczne stanowiska.
Owocniki spotykane w wilgotnych i cienistych miejscach w lasach, wzdłuż dróg, między trawami, głównie od lipca do października. Preferuje gleby wapienne. Rozwija się jako grzybnia w korzeniach drzew iglastych, jego zarodniki (askospory) znajdują się także w glebie. Grzyb wypaleniskowy często pojawiający się masowo po pożarach lasów iglastych. Gdy temperatura korzeni lub gleby wzrośnie do 40°, zarodniki kiełkują, na powierzchni gleby tworząc owocniki.

## Znaczenie
Szkodliwość przyczepki falistej jako pasożyta drzew iglastych jest duża. W ciągu pierwszych dwóch lat po pożarze lasu zabija sadzonki drzew iglastych. Najpierw ich igły brunatnieją, później na ich korzeniach tworzą się białe sznury grzybniowe tego patogenu. Dwa do trzy lata po pożarze przestaje atakować młode drzewa iglaste i zazwyczaj występuje tylko na obrzeżach spaleniska. Nie atakuje drzew liściastych.
Patogen wnika do korzeni rośliny/ Gdy jego grzybnia opanuje szyjkę korzeniową, drzewo ginie. W Polsce przyczepka falista jest groźna tylko dla młodych, 2–5 letnich drzew, ale w Anglii powoduje duże straty w drzewostanach 20–30 letnich, szczególnie jest groźna dla świerka sitkajskiego (Picea sitchensis). Chorobie sprzyja odnawianie lasów iglastych tymi samymi gatunkami drzew. Pozostałe po poprzednich drzewach pniaki stanowią dobre siedlisko do przetrwania patogenu, a zasadzone młode drzewka łatwo mu zaatakować, zwłaszcza na spaleniskach.
Ochrona polega na usuwaniu chorych roślin, zaleca się także zakaz zapalania ognisk na określonych powierzchniach lasu.